# Los Bárbaros
Los Bárbaros fueron una danza musical mexicana de estilo muy versátil, surgido a mediados de 1969. El grupo fue formado en la ciudad de Villahermosa, Tabasco, México, y son muy recordados por su éxito radiofónico nacional e internacional titulado «Pecado mortal».

## Historia
El grupo que llevaría por nombre Los Bárbaros se formó con los elementos siguientes:
Rosendo Pérez Castro (Bajo 1) Emir Aguilar (Teclados), Antonio Hernández (Bajo 2), Domingo Barrera (Guitarra de Acompañamiento), Carmelo Hernández (Guitarra Requinto), Miguel Pérez Valencia (Percusiones), Victor Torres (Baterista) y sus dos integrantes más recordados: Juan Gil Castellanos González (Johnny Sax) -ex de Los Temerarios de Chico Ché- y Waldo Reyes (voz principal). Pero este grupo tenía dentro del proyecto original algo muy diferente a Temerarios como es interpretar música tropical como Corazón Cansado y Añorando Tu Amor, teniendo éxito significativamente en gran parte del país, pero sin duda alguna el éxito más grande de esta agrupación fue la melodía Pecado Mortal interpretada de una forma muy especial por Waldo Reyes hoy día esta melodía es interpretada por Victor García exalumno de la Academia. El Éxito de los Bárbaros se ha debido a su calidad musical de corte Romántico y Tropical entre otros ritmos…
El grupo fue proyectado internacionalmente y viajando a los Estados Unidos de Norteamérica a cumplir con varias giras y presentaciones en este vecino País. Alternando con otras grandes agrupaciones como Los Socios del Ritmo, Los Aragón, entre otros grupos importantes de esa época de esos lugares...Tras la gira por Estados Unidos Rosendo Pérez castro y Waldo Reyes eran los más fiesteros en cada tocada ellos se embriagaban por brindar sus éxito
A esta agrupación Los Bárbaros llegó el Pitiyero Eugenio Flores Hernández, saxofonista de gran calidad. Graban junto a Johnny Sax varios temas musicales de corte tropical entre los más destacados «Mercado de Villahermosa», «El bonetón», «El diferente».
Destaca su facilidad para adaptarse a cualquier ritmo musical en el que incursionaran y la potente voz de su cantante Waldo Reyes.

## Estilo
Incursionaron en varios estilos musicales:
- música tropical
- rock (realizan varias versiones bien logrados).
- balada
- rock instrumental

## Discografía
Graban por lo menos 12 o 13 discos LP para el desaparecido sello discográfico Cisne-Raff entre 1970 y 1976, abarcando diversos géneros musicales. Entre ellos destaca un LP dedicado completamente a versiones del rock de la época (1971), con melodías como «Noche negra» y «En el verano».
Es importante mencionar que el sello discográfico Cisne-Raff realizaba sus grabaciones con gran tecnología, contando estudios propios y grabación en 8 canales para el año 1970.
Esta pequeña marca se caracterizó por grabar artistas de gran categoría y calidad, como sucede con Los Bárbaros. En 2008 se reeditó en CD una recopilación que incluye sus éxitos y varios temas de su extensa discografía, esto por parte de Univisión Records, que posee los másteres originales realizados por la desaparecida marca Discos Cisne.
Posteriormente, a la salida de su principal vocalista Waldo, en 1976 (quien graba en la misma compañía como solista), continúan grabando en Discos Cisne con otro vocalista, de los temas grabados ya sin Waldo en las vocales, destaca la melodía «Yo soy la mejor», «Tu última partida», una balada rítmica con arreglo muy singular, lanzada en 1976 (grabada ya en 16 canales).
Años después al finalizar el contrato con la disquera y tras la desaparición de la misma (absorbida por Discos Melody, que a su vez fue adquirida por Televisa en 1982); Los Bárbaros graban su último LP, casi desconocido, para la pequeña marca Discos Ducal (1983).

## Filmografía
- Ritmo a todo color (1980)
- Los superagentes y la gran aventura del oro (1980)
- ¿Los piolas no se casan…? (1981)

### Temas
Las tres baladas románticas que fueron más conocidas:
- Pecado mortal (1970).
- Enamorado perdido (1972).
- Por si no te vuelvo a ver (1973).

## Otros temas destacados
- En el verano (1971).
- Yo soy.
- No puedo dejar de bailar.
- Cuando un hombre ama a una mujer.
- Escucha y muere.
- La vi llorando.
- Hoy tan bonita.
- Estoy perdido (1969).
- Tan sentimental.
- Ángel de la mañana (1969).
- Una pálida sombra (1970).
- La playa (1970).
- Noche negra.
- Obladí obladá.
- Mariana.
- Los ejes de mi carreta.
- El ferry (1970).
- Dos amantes. (Grabada en dos versiones en diferentes épocas).
- Esta Navidad (Autoría de Waldo Reyes).
- Tu última partida (1976).
- Mi linda muchacha, tema de autoría de Waldo Reyes, mismo tema que fue usado en una película de los 60's con el grupo Los Hooligans (canción grabada también en Discos Orfeón por dicho grupo y por Los Baby's).
- Añorando tu amor
- Esperame